# Antiepileptik
Antiepileptiki (oznaka ATC: N03) so zdravila, ki predvsem zdravijo simptome epilepsije. Kljub temu, da se epilepsijo zdravi v redkih primerih tudi operativno, je zdravljenje z antiepileptiki v stroki prevladujoč in priporočen način zdravljenja.

## Razvrstitev
Glede na kemijsko strukturo razdelimo antiepileptike v naslednje skupine (po razvrstitvi ATC):
- barbiturati in njihovi derivati: fenobarbital, primidon, metarbital ...
- derivati hidantoina: fenitoin, etotoin ...
- derivati oksazolidina: parametadion, etandion ...
- derivati sukcinimida: etosuksimid, mesuskimid ...
- benzodiazepini: klonazepam
- derivati karboksamida: karbamazepin, okskarbazepin ...
- derivati maščobnih kislin: valprojska kislina, aminomaslena kislina, vigabatrin, tiagabin ...
- drugi: gabapentin, feneturid, pregabalin, beklamid ...

## Mehanizem delovanja
Vsa zdravila, ki so trenutno na tržišču, zavirajo nastop epileptičnih napadov, vendar same bolezni ne pozdravijo. Pri epileptičnem napadu pride do vzburjenja osrednjega živčevja, kar povzroči krče; antiepileptiki preprečujejo nastanek tega nenadzorovanega vzburjenja nevronov, kar dosegajo s pomočjo različnih mehanizmov delovanja. 
Nekateri antiepileptiki(npr. karbamazepin, fenitoin, valprojska kislina) inaktivirajo napetostne natrijeve kanalčke, katerih odprtje povzroči nastanek akcijskega potenciala v nevronu in s tem vzburjenje nevrona. Na podoben način delujejo derivati sukcinamida, in sicer zavirajo napetostne kalcijeve kanalčke (tipa T). 
Benzodiazepini, barbiturati, felbamat, topiramat in nekateri drugi antiepileptiki deujejo na ionske kanalčke, sklopljene z receptorji. Felbamat blokira vezavno mesto za glicin na glicinskem receptorju receptorju NMDA, topiramat pa na glicinskem receptorju AMPA. Vezava glicina na glicinske receptorje povzroči ekscitacijo nevronov preko določenih ionskih kanalčkov (zlasti natrijevih), ki so sklopljeni s temi receptorji. Blokada vezave glicina torej zavira vzburjenje nevronov. 
Benzodiazepini tudi povečajo verjetnost odprtja kloridnih kanalčkov na receptorjih GABA; le-ti preprečujejo ekscitacijo nevrona, ker povzročijo polarizacijo membrane. Podobno delujejo tudi barbiturati na receptorje GABA, le da ti podaljšajo čas odprtja kloridnih kanalčkov.
Nekateri antiepileptiki ne delujejo na ionske kanalčke. Vigabatrin zavira razgradnjo GABE; GABA je inhibitorna aminokislina, kar pomeni, da preprečuje vzburjanje nevronov. Tiagabin prepreči privzem GABE v nevron, kar pomeni, da le-ta dlje časa učinkuje v sinapsi ter se s tem poveča njen inhibitorni učinek. Delovanje gabapentina še ni pojasnjeno.

## Neželeni učinki
Neželeni učinki, ki se pojavljajo pri večini aniepileptikov, so: vrtoglavica, utrujenost, ataksija (neusklajenost gibov). Posamezna zdravila imajo še druge, specifične neželene učinke. 
Številni antiepileptiki so tudi teratogeni, kar pomeni, da lahko med nosečnostjo okvarijo plod (na primer valprojska kislina); nekateri (npr. benzodiazepini) pa zavirajo razvoj plodu. Vendar so lahko tudi sami božjastni napadi med nosečnostjo nevarni za plod, zato je treba pretehtati koristi in tveganja posameznega zdravila. 